# Euphrasia cockayniana
Euphrasia cockayniana är en snyltrotsväxtart som beskrevs av Donald Petrie. Euphrasia cockayniana ingår i släktet ögontröster, och familjen snyltrotsväxter. Inga underarter finns listade i Catalogue of Life.